# Ruta Nacional 248 (Argentina)

Mapa de la antigua Ruta Nacional 248.

La Ruta Nacional 248 era el nombre que tenía antes de 1988 la carretera de 52 km en el sudoeste de la Provincia de Buenos Aires, República Argentina, que une la Ruta Nacional 3 en la ciudad de Carmen de Patagones, con el límite con la Provincia de Río Negro, en la margen izquierda del río Negro. Este camino continúa en la provincia de Río Negro como Ruta Provincial 53 hasta Choele Choel.
Esta carretera estaba incluida en el plan original de rutas nacionales que la Dirección Nacional de Vialidad difundió el 3 de septiembre de 1935. Se extendía entre Río Colorado y Carmen de Patagones pasando por General Conesa.
En la década de 1960 el tramo rionegrino de esta ruta marcado en violeta en el mapa adjunto cambió su denominación, ya que el tramo entre el límite interprovincial Buenos Aires - Río Negro hasta General Conesa pasó a jurisdicción provincial, cambiando su nombre a Ruta Provincial 303 (actualmente Ruta Provincial 53), mientras que el tramo entre General Conesa y Río Colorado se integró a la Ruta Nacional 251, que hasta ese momento se extendía entre General Conesa y San Antonio Oeste.
Mediante el Decreto Nacional 1595 del año 1979 se prescribió que este camino pasara a jurisdicción provincial. La Provincia de Buenos Aires se hizo cargo del mismo en 1988, convirtiéndose en el camino provincial secundario 079-01.
En el momento de la transferencia la ruta era de ripio, continuando actualmente en la misma condición.

## Localidades
Las ciudades y pueblos por los que pasaba esta ruta de sudeste a noroeste son los siguientes:

### Provincia de Buenos Aires
Recorrido: 52 km (kilómetro 0-52)
- Partido de Patagones: Carmen de Patagones (kilómetro 0).